# حشينة
الحُشَيْنَة هو جنس من الحشرات الطفيلية الداخلية في عائلة الحشينيات. المضيفون عادة أعضاء في رتبة غشائيات الأجنحة .

## الوصف
يبلغ طول الذكور 2-3 مم أسود مع أجنحة بيضاء. ليس للإناث أطراف ولا يمكن رؤيتها إلا من الرأس والصدر وهي تبرز من النحل المضيف.

## دورة الحياة
تظهر يرقات الحشينة من النحل المضيف بينما يجمع المضيف حبوب اللقاح من الزهور. ثم تلتصق اليرقات بالنحل الآخر لتنقل إلى العش. تدخل يرقات الحشينة في العش أجسام يرقات النحل وتتطور جنبًا إلى جنب مع مضيفها. يترك الذكور البالغون مضيفهم للتزاوج مع الإناث، الذين يبقون داخل مضيفهم ويفقسون مكنهم (بيضهم) هناك.

## في الثقافة الشعبية
يتميز الختم الرسمي، والشعار اللاحق للجمعية الملكية لعلم الحشرات، بذكر الحشيفة.

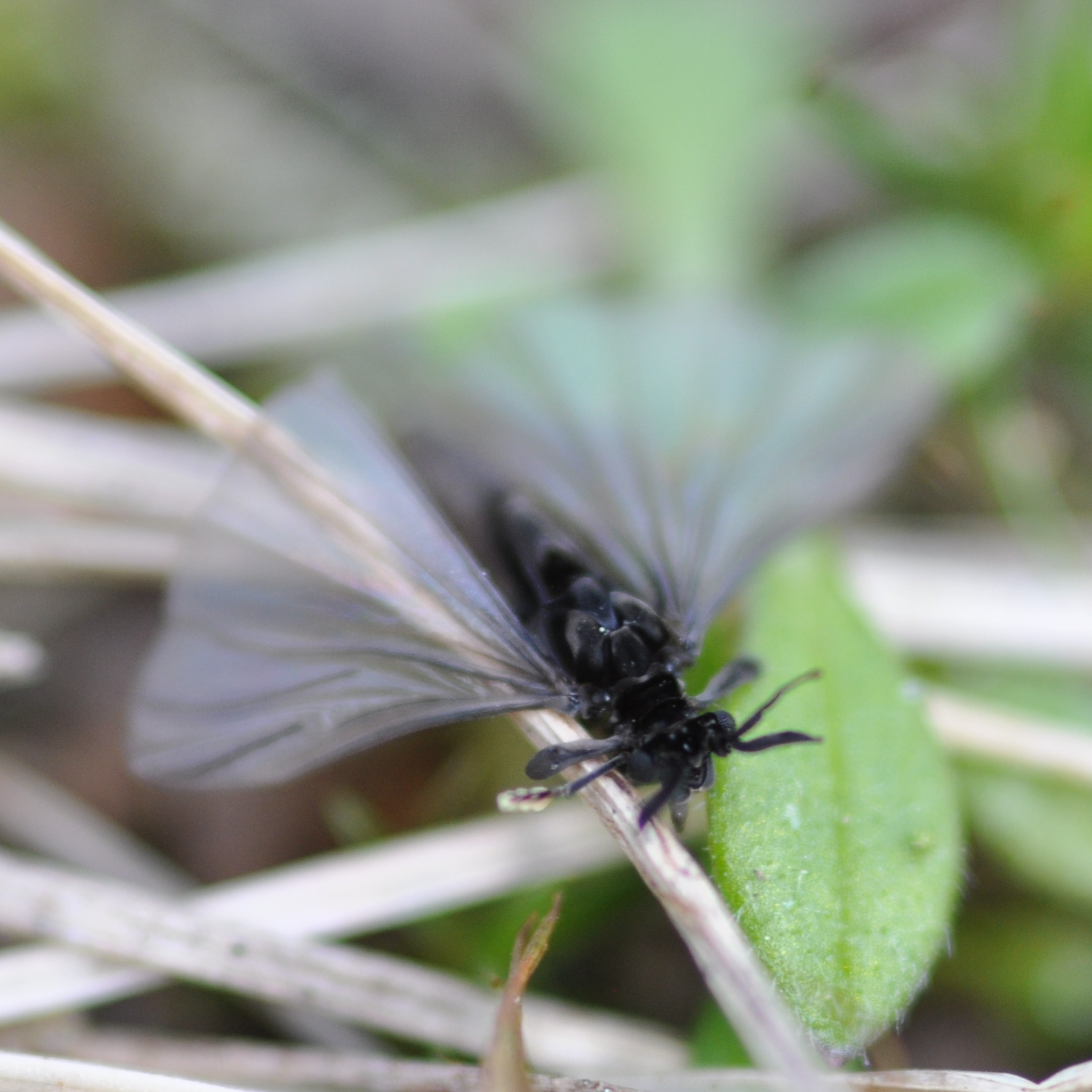
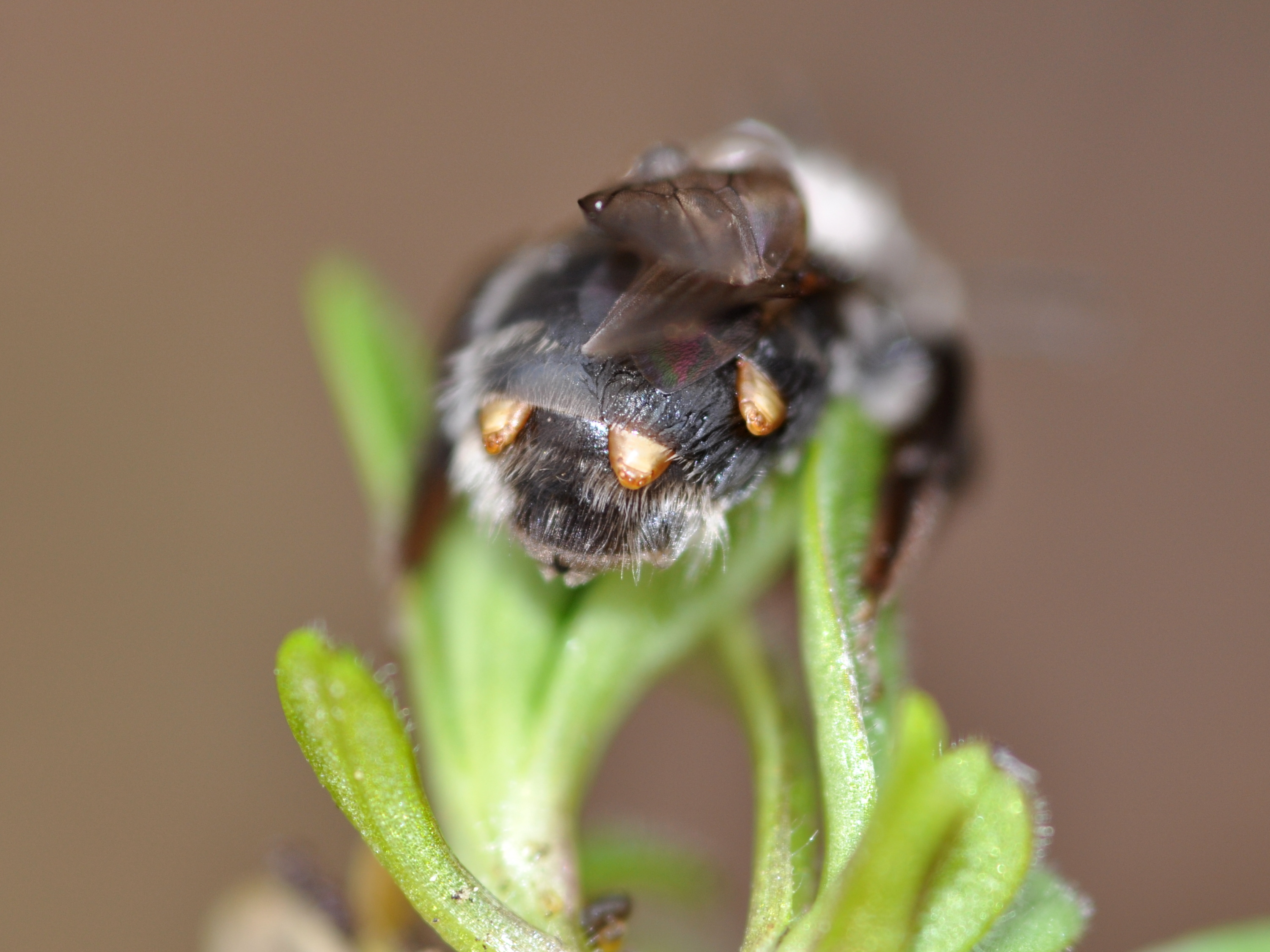
نحلة رمل تحمل ثلاثة حشيفات